# 두양상선
두양상선은 1984년 대한민국 정부의 해운업계 통폐합 조치에 따라 아진해운, 삼미해운, 쌍용해운, 한양해운, 현대해운 등의 원양선사와 군소선사 13개가 모여 형성된 하나의 해운선사 그룹이다. 당시 두양상선그룹은 현대상선, 조양상선에 이어 대한민국 해운업계 3위의 그룹규모였다.
1985년 7월 조상욱 회장이 대표이사로 경영권을 확보하게 되었다.